# Nu au peignoir
Nu au peignoir est un tableau réalisé en 1933-1934 par le peintre français Henri Matisse. Cette huile sur toile représente une femme assise dans un intérieur, la tête tournée vers sa gauche et son peignoir jaune à bords bleus entrouvert. L'œuvre fait partie de la collection Nahmad.

## Expositions
- Matisse. Cahiers d'art – Le tournant des années 1930, musée de l'Orangerie, Paris, 2023 — n°104.